# Sriedniaja Tałacza
Sriedniaja Tałacza (ros. Средняя Талача) – wieś w Rosji, w Kraju Zabajkalskim, w rejonie karymskim. W 2010 liczyła 1140 mieszkańców.